# Arístides Fernández
Aristides Fernández (1851-30 de septiembre de 1923) fue militar y político colombiano.
Es célebre por su participación en la Guerra de los Mil Días, como ministro de guerra en el gobierno de José Manuel Marroquín.

## Guerra de los Mil Días
Durante la Guerra de los Mil Días, tras reprimir una conspiración encabezada por Pedro Nel Ospina en 1901, el presidente José Manuel Marroquín nombró en el Ministerio de Guerra, primero a José Vicente Concha, y después al general Aristides Fernández, quien arreció la represión de los prisioneros, entre ellos el poeta Julio Flórez, quien escribió una serie de sonetos contra Fernández, titulados "Al Chacal de mi Patria".
Fernández ordenó fusilar a todos los jefes liberales que cayeran prisioneros, previo procedimiento sumarísimo, o sin juicio alguno, de ameritarlo el caso. Así, fueron pasados por las armas más de treinta generales liberales, entre ellos Avelino Rosas, quien el 20 de septiembre de 1901, resultó herido en un combate en Puerres y fue hecho prisionero, siendo rematado a tiros junto con su secretario José María Caicedo.

## Tras el final de la guerra
Finalizada la guerra, Fernández siguió fusilando, y mandó ejecutar en la La Palma (Cundinamarca), al jefe liberal Tomas Lawson, al comandante Salustiano Herrera y al Corneta Segundo Quijano.
Tan fuerte fue el negativismo y odio contra Fernández que durante la resolución de la Guerra de los Mil Días los liberales insistieron como precondición a su rendimiento la salida de Fernández del gobierno. Este requerimiento fue insistido por Rafael Uribe Uribe antes de firmar el acuerdo de Neerlandia.